# Ummidia zilchi
Ummidia zilchi là một loài nhện trong họ Ctenizidae. U. zilchi được miêu tả năm 1955 bởi Otto Kraus.